# Onthophagus amplexus
Onthophagus amplexus är en skalbaggsart som beskrevs av Sharp 1875. Onthophagus amplexus ingår i släktet Onthophagus och familjen bladhorningar. Inga underarter finns listade i Catalogue of Life.